# Tommy Moe
Tommy Moe, celým jménem Thomas Sven Moe (* 17. února 1970 Missoula, Montana, USA) je bývalý americký sjezdař. Jeho předkové pocházejí z Norska. Narodil se v Montaně a vyrůstal v lyžařském středisku Alyeska na Aljašce.
Na mistrovství světa juniorů v alpském lyžování skončil v roce 1987 druhý ve sjezdu a v roce 1989 na domácím svahu v Alyesce vyhrál superobří slalom a kombinaci. V sedmnácti letech debutoval v seniorské reprezentaci.
Na své první olympiádě v roce 1992 obsadil 18. místo v kombinaci, 20. místo ve sjezdu a 28. místo v superobřím slalomu. Překvapivého úspěchu dosáhl na Zimních olympijských hrách 1994 v Lillehammeru, kde měl díky norskému původu podporu domácích fanoušků. Zvítězil ve sjezdu, byl druhý v superobřím slalomu a pátý v kombinaci, stal se tak prvním lyžařem z USA, který získal na jedné olympiádě dvě medaile. Na Zimních olympijských hrách 1998 byl osmý ve sjezdu a dvanáctý v superobřím slalomu.
Na mistrovství světa v alpském lyžování bylo jeho nejlepším výsledkem páté místo ve sjezdu v roce 1993. Ve světovém poháru vyhrál jeden závod (Super G v Whistleru v roce 1994) a získal sedm pódiových umístění, celkově byl nejlépe třetí v Super G v sezóně 1993/94.
Jeho kariéru poznamenalo zranění, které utrpěl v roce 1995. V roce 1998 se rozhodl ukončit kariéru. V roce 2003 byl uveden do National Ski Hall Of Fame.
Jeho manželkou je Megan Geretyová, která rovněž reprezentovala USA na ZOH 1994 v alpském lyžování. Mají dvě dcery a žijí ve Wyomingu.